# Meteorium undulifolium
Meteorium undulifolium är en bladmossart som beskrevs av Brotherus och Thériot 1921. Meteorium undulifolium ingår i släktet Meteorium och familjen Meteoriaceae. Inga underarter finns listade i Catalogue of Life.